# A Game of Thrones: Genesis
A Game of Thrones: Genesis là một tựa game chiến thuật thời gian thực được phát triển bởi Cyanide và phát hành bởi Focus Home Interactive trên nền tảng Microsoft Windows vào ngày 28/09/2011 ở khu vực Bắc Mỹ (trên Steam), 29/09 cùng năm ở châu Âu và 13/10 ở Úc.
Game lấy cốt truyện theo tiểu thuyết A Song of Ice and Fire của nhà văn George R. R. Martin, kể về sử thi vùng đất Westeros.
Vài tháng trước ngày phát hành game (17/4/2011), phim truyền hình nổi tiếng Game of Thrones đã được công chiếu và thành công rực rỡ. Vì thế, ta có thể coi đây là một tựa game ăn theo phim truyền hình.

## Lối chơi
Game có các chế độ chơi: Chiến dịch, chơi đơn và multiplayer. Ở phần chiến dịch bạn sẽ được đưa vào các màn chơi từ dễ đến khó. Những màn đầu của phần chiến dịch có vai trò hướng dẫn người chơi mới. Mỗi màn chơi có mục tiêu riêng, khi hoàn thành mục tiêu bạn có thể chọn chơi màn tiếp hoặc tiếp tục chơi màn cũ.
Ở phần chơi đơn, bạn sẽ được vào vai một trong 8 lãnh chúa ở vùng Westeros. Mục tiêu cuối cùng của bạn đương nhiên là Iron Thrones, vua của 7 vương quốc.
Multiplayer đơn giản là nhiều người cùng chơi một màn chơi đơn.
Xuyên suốt trò chơi là những cuộc tranh giành đồng minh nhằm mục đích tăng thu nhập, phát triển kinh tế. Trên bản đồ rộng lớn của Westeros có những thế lực trung lập và nhiệm vụ của bạn là lôi kéo họ trở thành đồng minh bằng mọi thủ đoạn. Từ ám sát, phá hoại cho đến những cuộc hôn nhân chính trị và cả những hiệp định ngầm điều được sử dụng trong cuộc chiến tranh ngôi đoạt vị.
Đó là trong thời bình, một khi những động thái thù địch đạt đến giới hạn, chiến tranh sẽ nổ ra. Đây chính là lúc bạn phải huấn luyện binh sĩ để bảo vệ những đồng minh và tấn công kẻ thù. Đôi lúc, khi trận chiến kéo dài, ta có thể thấy bóng dáng những con rồng của nhà Targaryen xuất hiện. Hay khi những thành viên nhà Stark bị tấn công, ta sẽ được thấy hình ảnh những chú sói trắng (dire wolf) hộ chủ. Ngoài ra, những nhà quý tộc khác cũng có riêng cho mình những unit đặc biệt.